# Мідвей (округ Адамс, Пенсільванія)
Мідвей (англ. Midway) — переписна місцевість (CDP) в США, в окрузі Адамс штату Пенсільванія. Населення — 1059 осіб (2020).

## Географія
Мідвей розташований за координатами 39°48′15″ пн. ш. 77°0′18″ зх. д. / 39.80417° пн. ш. 77.00500° зх. д. (39.804041, -77.004919).  За даними Бюро перепису населення США в 2010 році переписна місцевість мала площу 1,69 км², з яких 1,68 км² — суходіл та 0,00 км² — водойми.

## Демографія
Згідно з переписом 2010 року, у переписній місцевості мешкало 2125 осіб у 876 домогосподарствах у складі 593 родин. Густота населення становила 1260 осіб/км².  Було 906 помешкань (537/км²).
Расовий склад населення:
| - 96,9 % — білих - 0,3 % — чорних або афроамериканців - 0,2 % — азіатів - 0,1 % — корінних американців - 1,4 % — осіб інших рас |

До двох чи більше рас належало 1,1 %. Частка іспаномовних становила 3,3 % від усіх жителів.
За віковим діапазоном населення розподілялося таким чином: 20,8 % — особи молодші 18 років, 63,7 % — особи у віці 18—64 років, 15,5 % — особи у віці 65 років та старші. Медіана віку мешканця становила 41,6 року. На 100 осіб жіночої статі у переписній місцевості припадало 93,2 чоловіків;  на 100 жінок у віці від 18 років та старших — 92,2 чоловіків також старших 18 років.
Середній дохід на одне домашнє господарство  становив 62 588 доларів США (медіана — 50 294), а середній дохід на одну сім'ю — 74 171 долар (медіана — 61 389). Медіана доходів становила 40 357 доларів для чоловіків та 37 308 доларів для жінок. За межею бідності перебувало 5,1 % осіб, у тому числі 10,5 % дітей у віці до 18 років та 0,0 % осіб у віці 65 років та старших.
Цивільне працевлаштоване населення становило 1117 осіб. Основні галузі зайнятості: роздрібна торгівля — 22,1 %, освіта, охорона здоров'я та соціальна допомога — 22,1 %, виробництво — 16,4 %.